# Йозефина Фредерика Луиза фон Баден
Йозефина Фредерика Луиза фон Баден (на немски: Josephine Friederike Louise von Baden; * 21 октомври 1813, Манхайм; † 19 юни 1900, Зигмаринген) е принцеса от Велико херцогство Баден и чрез женитба княгиня на Хоенцолерн-Зигмаринген (1849 – 1885, титулярна 1869 – 1885).

## Произход
Тя е втората дъщеря на великия херцог Карл Лудвиг Фридрих фон Баден (1786 – 1818) и принцеса Стефани дьо Боарне (1789 – 1860), която е осиновена дъщеря на Наполеон Бонапарт, далечна роднина на Жозефин дьо Боарне и дъщеря на Клод дьо Боарне, хауптман на кралската гвардия, и съпругата му Клодине († 1791).

## Фамилия
Йозефина се омъжва на 21 октомври 1834 г. в Карлсруе за княз Карл Антон фон Хоенцолерн-Зигмаринген (* 7 септември 1811; † 2 юни 1885), син на принц Карл фон Хоенцолерн-Зигмаринген (1785 – 1853) и принцеса Мария Антоанета Мюра (1793 – 1847), племеница на Жоашен Мюра. От 1848 до 1862 г. Карл-Антон е министър-председател на Прусия. Техни деца са:
- Леополд (1835 -1905), женен през 1861 г. за португалската инфанта Антония Мария (1845 – 1913), дъщеря на португалската кралица Мария II и съпруга ѝ Фердинанд II
- Стефания (1837 – 1859), омъжена през 1858 г. за крал Педро V от Португалия (1837 – 1861)
- Карл (1839 – 1914), по-късно крал на Румъния Карол I (1866 – 1914), женен през 1869 г. за принцеса Елизабет фон Вид (1843 – 1916)
- Антон Егон Карл Фридрих (1841 – 1866), убит, пруски офицер
- Фридрих (1843 – 1904), генерал на кавалерията на пруската армия, женен през 1879 г. за принцеса Луиза фон Турн и Таксис (1859 – 1948), дъщеря на наследствения принц Максимилиан Антон фон Турн и Таксис (1831 – 1867) и херцогиня Хелена Баварска (1834 – 1890), сестрата на австро-унгарската императрица Елизабет Баварска (Сиси)
- Мария (1845 – 1912), омъжена през 1867 г. за принц Филип Белгийски (1837 – 1905), граф на Фландрия, син на белгийския крал Леополд I, родители на белгийския крал Албер I